# 維弗半島
維弗半島（英語：Weaver Peninsula），是南極洲的半島，位於南設得蘭群島的喬治王島，處於科林斯灣和馬里安灣之間，在1977年由英國南極名稱諮詢委員會命名，現時由南極條約體系管理。